# Bayesiaanse kans
Het bayesiaanse kansbegrip is een interpretatie van kans als redelijke verwachting die, in de objectivistische visie, de staat van kennis vertegenwoordigt, of die, in de subjectivistische visie, als kwantificering van een persoonlijke overtuiging van een bepaald verschijnsel wordt geïnterpreteerd. Beide visies staan tegenover de klassieke kansinterpretatie en de frequentistische opvatting.
De bayesiaanse interpretatie van kans  kan gezien worden als een uitbreiding van de  propositielogica die redeneringen met hypothesen mogelijk maakt met  uitspraken waarvan de waarheid onzeker is. In de bayesiaanse visie wordt een kans  toegewezen aan een hypothese, terwijl in de frequentistische opvatting een hypothese meestal alleen getoetst wordt zonder daaraan een kans te verbinden.
Bayesiaanse kansen behoren tot de categorie van bewijsbare kansen, in de zin dat de kans  van een hypothese geëvalueerd wordt in het licht van nieuw verkregen kennis. Daartoe specificeert de bayesiaan vooraf een zogenaamde a-priori-kans, die vervolgens wordt bijgesteld tot een a-posteriori-kans in het licht van nieuwe, relevante gegevens. De bayesiaanse kansrekening biedt een standaardmethode en formules om deze berekening uit te voeren.
De term bayesiaans is afgeleid van het theorema van Bayes, dat als grondslag dient voor de berekening van de  a-posteriori-kans. Deze stelling is weer genoemd naar de 18e-eeuwse wiskundige en theoloog Thomas Bayes, die de eerste wiskundige behandeling van een niet-triviaal probleem van statistische data-analyse, nu bekend als bayesiaanse statistiek. De wiskundige Pierre-Simon Laplace pionierde met wat nu de bayesiaanse kans wordt genoemd en populariseerde het.
De objectivistische visie wordt gerechtvaardigd door de stelling van Cox. De subjectivistische visie wordt gerechtvaardigd door eisen van rationaliteit en samenhang volgens het zogenaamde Dutch book-argument of uit de beslissingstheorie en de stelling van de Finetti.

## Bayesiaanse methodologie
Bayesiaanse methoden worden als volgt gekenmerkt door concepten en procedures:
- Het gebruik van stochastische variabelen, of meer in het algemeen onbekende grootheden[8], om alle bronnen van onzekerheid te modelleren in statistische modellen inclusief onzekerheid als gevolg van gebrek aan informatie.
- De noodzaak om de a-priori-kansverdeling te bepalen, rekening houdend met de beschikbare informatie vooraf.
- De achtereenvolgende toepassing van het theorema van Bayes zodra meer gegevens bekend zijn, waarna de a-posteriori-verdeling de nieuwe a-priori-verdeling wordt.